# Kozárovce
Kozárovce é um município da Eslováquia, situado no distrito de Levice, na região de Nitra. Tem 21,82 km² de área e sua população em 2018 foi estimada em 2.059 habitantes.

## Demografia
| Ano:        | 1994 | 2004   | 2014   | 2024   |
| ----------- | ---- | ------ | ------ | ------ |
| Broj ljudi: | 1865 | 1963   | 2012   | 2080   |
| Razlika:    |      | +5,25% | +2,49% | +3,37% |

| Ano:               | 2023 | 2024   |
| ------------------ | ---- | ------ |
| Número de pessoas: | 2089 | 2080   |
| Diferença:         |      | -0,43% |